# هدویگ وسل
هدویگ وسل (انگلیسی: Hedvig Wessel؛ زادهٔ ۲۵ اوت ۱۹۹۵) ورزشکار اسکی نمایشی اهل نروژ است...